# Labastide-d'Armagnac
Labastide-d'Armagnac, parfois orthographié La Bastide d'Armagnac, là một xãthuộc tỉnh Landes trong vùng Nouvelle-Aquitaine. Xã này có diện tích 31,87 km², dân số năm 2006 là 692 người. Xã này nằm ở khu vực có độ cao trung bình 94 mét trên mực nước biển.

## Biến động dân số
| Năm | 1962 | 1968 | 1975 | 1982 | 1990 | 1999 | 2006 |
| --- | ---- | ---- | ---- | ---- | ---- | ---- | ---- |
| Dân số | 765  | 871  | 809  | 775  | 731  | 707  | 692  |
| From the year 1962 on: No double counting—residents of multiple communes (e.g. students and military personnel) are counted only once. |      |      |      |      |      |      |      |